# Die Könige der Straße
Die Könige der Straße ist ein Kurzfilm aus dem Jahr 2011 von Daniel Rakete Siegel.

## Handlung
Malte und Torben verbringen die langweiligsten Sommerferien ihres Lebens. Die Mutter arbeitet und es gibt keine Gleichaltrigen in ihrer Siedlung. Die beiden Brüder schlagen die Zeit damit tot, Kioske zu bestehlen, Straßenschilder abzuschrauben und durch fremde Gärten zu streifen.
Als ein jüngerer Junge in die Siedlung zieht, freunden die beiden sich scheinbar mit ihm an. Als Mutprobe schicken sie ihn in einen fremden Garten, wo er von einem Hund in die Wade gebissen wird. Zunächst völlig schockiert, beschließen die Brüder sich selbst um die klaffende Wunde zu kümmern. Letztendlich bleibt ihnen nur noch die Amputation des Beines. Sie flössen dem Neuling Alkohol ein und beginnen mit einem Brotmesser die Operation.

## Hintergrund
Der Film entstand an zehn Drehtagen im Herbst 2009 in Köln und Umgebung als Koproduktion der Kunsthochschule für Medien Köln und der Fachhochschule Dortmund.

## Kritik
„Vor allem die Kinder-Darsteller sind großartig. Die Story ist glasklar und scharf erzählt. Ich mag es, wenn ein Kurzfilm nicht zu viel erzählen will, sondern sich auf eine kleine Situation beschränkt.“

## Festivals
Der Film lief im Rahmen des Filmfestival Max Ophüls Preis 2011 und des Shocking Shorts Award 2011, bei dem er einer der drei Finalisten war.